# Horst Jankowski
Horst Jankowski (Berlijn, 30 januari 1936 – Radolfzell, 29 juni 1998)  was een Duitse jazzpianist en bandleider.

## Biografie
Jankowski groeide op in Berlijn, maar werd tijdens de laatste periode van de Tweede Wereldoorlog met zijn moeder geëvacueerd. In 1947 keerde hij hier terug, zijn vader was gestorven aan het front. Van 1949 tot 1953 studeerde hij aan het conservatorium in Berlijn contrabas, piano en trompet. In 1953/54 was hij lid van het orkest van Kurt Hohenberger, daarna was hij tot 1955 de pianist van Caterina Valente. Van 1955 tot 1960 speelde hij bij het dansorkest van de Süddeutscher Rundfunk. In 1957 toerde hij met Tony Scott in Joegoslavië en in 1958 speelde hij met Benny Goodman op de Wereldtentoonstelling in Brussel.
Hij had tevens een eigen combo en werkte hierin met o.a. Charly Antolini, Peter Herbolzheimer, Conny Jackel, Rolf Kühn, Bernd Rabe, Ack van Rooyen en Peter Witte. Hij had samenwerkingsprojecten met Willy Berking, Heidi Brühl, Paul Kuhn, John Graas, Johnny Hodges en Tony Scott. Vanaf 1960 leidde hij het vocale amateurgezelschap  Jankowski Singers. 
In 1965 componeerde Jankowski het nummer Eine Schwarzwaldfahrt (A Walk in the Black Forest), dat ook internationaal een succes was. In Amerika kreeg het een gouden plaat. Het is gecoverd door onder meer Ray Conniff, Herb Alpert & The Tijuana Brass, Salena Jones, Mantovani en Floyd Cramer.
In 1968 dirigeerde hij op het Eurovisie Songfestival in Londen het door hem met Carl J. Schäuble geschreven nummer "Ein Hoch der Liebe", gezongen door Wencke Myhre. Van 1975 tot 1994 was hij chefdirigent van het Berlijnse RIAS Tanzorchester. Van 1989 tot 1994 maakte hij easy listening-platen voor het platenlabel Sonoton.
Horst Jankowski werkte tevens voor de film en de tv. Hij schreef bijvoorbeeld de muziek voor de Heinz-Rühmann-film Oh, Jonathan – oh, Jonathan en de leader van het Deutschlandfunk-programnma Klassik Pop Et Cetera. Hij werkte mee aan RIAS-Parade en presenteerde Zu Gast bei Horst Jankowski. Zijn naam is tevens verbonden aan de programma's Swing & Talk, Musik liegt in der Luft en Melodien für Millionen. In 1997 leidde hij in de Semperoper in Dresden het gedenkconcert voor Eugen Cicero.
Horst Jankowski overleed aan de gevolgen van longkanker.

## Discografie (selectie)

### Singles
- Immer, immer / Käpt’n Hans (1961, Ariola)
- A Walk in the Black Forest (Eine Schwarzwaldfahrt) / When The Girls Go Marching In (1965; Mercury Records)
- Eine Schwarzwaldfahrt (Deutsche Originalaufnahme) / Simpel-Gimpel (1965; Mercury Records)
- Heidi / Play a Simple Melody (1966; Mercury Records)
- Barfuß im Park / Heute wird die Welt nicht untergeh’n (Happy Frankfurt) (1967; Mercury Records)
- Alexander II (1973; Intercord)

### Ep's
- Verliebte Spielereien (1957; Columbia)
- Jazzime Stuttgart (1960; Bertelsmann)

### Lp's
- Traumklang und Rhythmus (1965; Mercury Records)
- Encore (1965; Mercury Records)
- The Genius of Jankowski (1964; Mercury Records)
- More Genius of Jankowski (1965; Mercury Records)
- Sing mit Horst (1966; Mercury Records)
- Still More Genius of Jankowski (1967; Mercury Records)
- The Horst Jankowski Scene (1967; Mercury Records)
- And We Got Love (1967; Mercury Records)
- So What’s New (1968; Mercury Records)
- Play Some More, lieber Horst (1968; Mercury Records)
- The Many Moods of Jankowski (1968; Mercury Records)
- Piano Affairs (1968; Mercury Records)
- Jankowski Plays Jankowski (1969; Mercury Records)
- Jankowski Meets Beethoven (1969, Mercury Records)
- A Walk in the Evergreens (1969; Mercury Records)
- Piano on the Rocks (1970; Mercury Records)
- Jankowskingsize – For Nightpeople Only (1970; MPS)
- Jankowskinetik (1970; MSP)
- Jankowskeynotes (1970; MPS)
- Follow Me (1972; Intercord)
- International (1973; Intercord)
- Jankowskyline (1973; Intercord)
- Jankowski’s Classic Explosion (1979; EMI)
- Happy Blue Piano (1982; Sonoton / Intersound)
- The Best of Mr. Black Forest (1989; Sonoton / Intersound)
- Piano Interlude (1994; Sonoton / Intersound)

### Cd's/downloadalbums
- Black Forest Explosion! (1997; Motor Music)
- Eine Schwarzwaldfahrt (1998; Mercury Records)
- Jankowskinetik (2003; Universal)
- Jankowskeynotes (2004; Universal)
- A Walk In The Black Forest, Compilation mit 20 Titeln in Combo-Besetzung (opnames van ’67 tot ’69) 2006 Universal
- For Nightpeople Only (1970; MPS) plus 11 bonustracks (opnames uit  ’68/’69; Mercury) 2009 Universal
- Jankowski Originals Vol.1, 2in1-CD enthält: The Genius Of Jankowski (’64) & More Genius Of Jankowski (’65) 2011 Universal
- Jankowski Originals Vol.2, 2-in-1-CD met My Fair Lady & Bravo Jankowski! 2011 Universal
- Remember Mr. Black Forest (2015; Memorylane / Intersound Deutschland)

## Filmografie
- 1972: Alexander Zwo (serie)
- 1973: Oh Jonathan – oh Jonathan!
- 1974: Härte 10
- 1974: …und die Nacht kennt kein Erbarmen (Vreemde wereld)
- 1977: Die drei Klumberger (serie)
- 1978: Lady Dracula